# Kareem Queeley
Kareem Sherlock Queeley (nacido el 30 de marzo de 2001 en San Cristóbal y Nieves) es un jugador de baloncesto sancristobaleño con nacionalidad británica. Con 1,93 metros de altura, juega en la posición de escolta en las filas del London Lions de la British Basketball League.

## Trayectoria deportiva
Formado en las categorías inferiores del Leicester Warriors en el que ingresó a los nueve años. En 2015 llegaría al Real Madrid Baloncesto en categoría cadete. En febrero de 2015, jugó con el Real Madrid en la Minicopa Endesa, un torneo sub-14 en España. Fue nombrado jugador más valioso tras anotar 36 puntos y 13 rebotes en una victoria sobre el Unicaja Málaga en el partido por el título. En septiembre de 2015, firmó un contrato júnior de varios años con el Real Madrid. 
Durante las temporadas 2017-18 y 2018-19 formaría parte del equipo júnior y alternaría participaciones con el Real Madrid Baloncesto "B" de Liga EBA.
El 8 de agosto de 2019, Queeley fichó por el San Pablo Burgos de la Liga ACB. Durante la temporada 2019-20 compitió para el equipo filial del club burgalés, Nissan Grupo de Santiago, en la Liga EBA durante gran parte de la temporada.
El 29 de enero de 2020, debutó con el equipo senior en una derrota de la Basketball Champions League ante el Hapoel Jerusalem B.C. En octubre de 2020, estuvo en la lista del equipo de San Pablo Burgos que ganó la Basketball Champions League 2019-2020. 
El 8 de febrero de 2020, hace su debut con San Pablo Burgos en Liga Endesa. El escolta disputó 12 segundos, en una victoria frente al Morabanc Andorra por 94 a 88 en la jornada vigésimo primera de liga de la temporada 2019-20.
El 1 de noviembre de 2020, anota sus dos primeros puntos en Liga Endesa con San Pablo Burgos, en un encuentro en el que disputó 15 minutos y 28 segundos, en una derrota frente al Baloncesto Fuenlabrada por 78 a 99 en la novena jornada de liga de la temporada 2020-21.
En febrero de 2021, formaría parte de la plantilla que ganó la Copa Intercontinental FIBA 2021. Más tarde, durante la misma temporada 2020-21, jugaría en varios encuentros más en Liga Endesa con San Pablo Burgos.
El 14 de julio de 2022, firma por los London Lions de la British Basketball League.

## Internacional
Queeley jugó con la Selección de baloncesto de Inglaterra el Campeonato de Europa Sub-16 FIBA 2015 en Kaunas, promediando 3.5 puntos por partido. En el Campeonato de Europa FIBA U16 División B de 2016 en Sofía, promedió 12.2 puntos, siete rebotes y 2.5 asistencias por partido y llevó a Inglaterra al quinto lugar. 
En 2018, Queeley representó a la Selección de baloncesto de Gran Bretaña en el Campeonato de Europa FIBA U18 en Letonia, con un promedio de 12,4 puntos, 4,7 rebotes y tres asistencias por partido. En 2019, participó en el Campeonato Europeo FIBA U20 en Tel Aviv, promedió 12,3 puntos y cuatro rebotes por partido.